# أري كيلمان
أري كيلمان (بالإنجليزية: Ari Kelman)‏ هو مؤرخ وأستاذ جامعي أمريكي، ولد في 5 ديسمبر 1968.